# Atletismo nos Jogos Pan-Americanos de 2015 - 1500 m masculino
A competição dos 1500 m rasos masculino foi um dos eventos do atletismo nos Jogos Pan-Americanos de 2015, em Toronto. Foi disputada no Estádio CIBC de Atletismo Pan e Parapan-Americano no dia  24 de julho.

## Calendário
Horário local (UTC-4).
| Data        | Horário | Fase  |
| ----------- | ------- | ----- |
| 24 de julho | 18:05   | Final |

## Medalhistas
| Ouro   | USA Andrew Wheating             |
| Prata  | CAN Nathan Brannen              |
| Bronze | CAN Charles Philibert-Thiboutot |

## Recordes
Recordes mundial e pan-americano antes da disputa dos Jogos Pan-Americanos de 2015.
| Tipo                             | Atleta             | Tempo   | Local          | Data                |
| -------------------------------- | ------------------ | ------- | -------------- | ------------------- |
|                                  | Hicham El Guerrouj | 3:26.00 | Roma           | 14 de julho de 1998 |
| Recorde dos Jogos Pan-Americanos | Hudson de Souza    | 3:36.32 | Rio de Janeiro | 25 de julho de 2007 |

## Resultados

### Final
| Colocação         | Atleta                      | Nacionalidade      | Tempo   | Notas           |
| ----------------- | --------------------------- | ------------------ | ------- | --------------- |
| Medalha de ouro   | Andrew Wheating             | USA Estados Unidos | 3:41.41 |                 |
| Medalha de prata  | Nathan Brannen              | CAN Canadá         | 3:41.66 |                 |
| Medalha de bronze | Charles Philibert-Thiboutot | CAN Canadá         | 3:41.79 |                 |
| 4                 | Carlos Díaz                 | CHI Chile          | 3:42.09 |                 |
| 5                 | José Juan Esparza           | MEX México         | 3:42.52 |                 |
| 6                 | Federico Bruno              | ARG Argentina      | 3:42.88 |                 |
| 7                 | Kyle Merber                 | USA Estados Unidos | 3:43.60 |                 |
| 8                 | Thiago Andre                | BRA Brasil         | 3:43.71 |                 |
| 9                 | Carlos dos Santos           | BRA Brasil         | 3:44.36 |                 |
| 10                | Iván López                  | CHI Chile          | 3:48.54 |                 |
| 11                | Andy González               | CUB Cuba           | 3:49.06 |                 |
| 12                | Georman Rivas               | CRC Costa Rica     | 3:51.46 | Recorde pessoal |
| 13                | Marvin Blanco               | VEN Venezuela      | 3:54.05 |                 |
| 14                | Gerad Giraldo               | COL Colômbia       | 3:56.13 |                 |
| 15                | Lamont Marshall             | BER Bermudas       | 4:00.28 |                 |

Legenda
| Recorde mundial                  | Recorde mundial (World record)               |                       | Recorde africano                      | Recorde africano (African) |                                           | Q | Classificado por posição (Qualified) |
| Recorde dos Jogos Pan-Americanos | Recorde pan-americano (Pan-American record)  | Recorde da América    | Recorde da América (Americas)         | q                          | Classificado por melhor tempo (Qualified) |   |                                      |
| Melhor marca do ano              | Melhor marca do ano (World leading)          | Recorde asiático      | Recorde asiático (Asian)              | DNS                        | Não largou (Did not start)                |   |                                      |
| Recorde nacional                 | Recorde nacional (National record)           | Recorde europeu       | Recorde europeu (European)            | DNF                        | Não terminou (Did not finish)             |   |                                      |
| Recorde pessoal                  | Recorde pessoal do atleta (Personal best)    | Recorde da Oceania    | Recorde da Oceania (Oceania)          | DSQ / DQ                   | Desclassificado (Disqualified)            |   |                                      |
| Recorde da temporada             | Recorde da temporada do atleta (Season best) | Recorde sul-americano | Recorde sul-americano (South America) | NM                         | Sem marca (No mark)                       |   |                                      |